# Together/君のそばで 〜ヒカリのテーマ〜
「Together／君のそばで 〜ヒカリのテーマ〜」（トゥギャザー／きみのそばで 〜ヒカリのテーマ〜）はあきよしふみえ／グリンのシングル。2006年11月29日にピカチュウレコードから発売された。

## 内容
- 「Together」はテレビ東京系『ポケットモンスター ダイヤモンド&パール』のオープニングテーマで、サトシと並ぶ当アニメにおけるもう一人の主人公であるヒカリについて歌った「君のそばで 〜ヒカリのテーマ〜」は同アニメのエンディングテーマ。あきよし、グリン両者のデビュー作品でもある。
- 初回盤は前シリーズ『ポケットモンスター アドバンスジェネレーション』の2曲（後述）を含んだTVサイズ映像を収録、通常版はサントラ風のインストを収録した。
- 「Together」は、オープニングテーマとしては「ベストウイッシュ!」、「めざせポケモンマスター」に次いで使用期間が長く、2008バージョンも合わせればシリーズ最長（2年間）である。

## リメイク
- 「Together」は『劇場版ポケットモンスター ダイヤモンド&パール ディアルガVSパルキアVSダークライ』のオープニングテーマで2番をベースとした「Together2007」としてリメイクされ、さらにリメイクされた「Together2008」がアニメ本編のオープニングになった。
- 「君のそばで 〜ヒカリのテーマ〜」も後に「Pop-up Ver.」・「Winter Ver.」として2回リメイクされアニメ本編のエンディングとして使用された。また、ヒカリ（豊口めぐみ）がカバーして歌ったバージョンも存在し、「サイコー・エブリデイ!」に収録されている。

## 収録曲

### 通常版
1. Together [3:58]
歌：あきよしふみえ
作詞：D&Pプロジェクト、作曲：Rie、編曲：市川淳
2. 君のそばで 〜ヒカリのテーマ〜 [3:37]
歌：グリン
作詞：HIKARI・Project、作曲・編曲：依田和夫
3. 君のそばで 〜ヒカリのテーマ〜（バラードインストバージョン） [1:44]
作曲：依田和夫、編曲：宮崎慎二
4. Together (TVバージョン) [1:29]
歌：あきよしふみえ
5. ナエトル、ポッチャマ、ヒコザル登場 [1:33]
作曲・編曲：宮崎慎二
6. 新・サトシのテーマ [2:09]
作曲・編曲：宮崎慎二
7. Together（inst.） [3:59]
8. 君のそばで 〜ヒカリのテーマ〜（inst.） [3:34]

### 初回盤

#### CD
1. Together [3:58]
歌：あきよしふみえ
作詞：D&Pプロジェクト、作曲：Rie、編曲：市川淳
2. 君のそばで 〜ヒカリのテーマ〜 [3:37]
歌：グリン
作詞：HIKARI・Project、作曲・編曲：依田和夫
3. Together（inst.） [3:58]
4. 君のそばで 〜ヒカリのテーマ〜（inst.） [3:34]

#### DVD
1. Together
歌：あきよしふみえ
2. 君のそばで 〜ヒカリのテーマ〜
歌：グリン
3. スパート!
歌：サトシ（松本梨香）
作詞：戸田昭吾、作曲・編曲：たなかひろかず
4. 私、負けない! 〜ハルカのテーマ〜
歌：ハルカ（KAORI）
作詞：吉川兆二、作曲・編曲：西岡和哉